# Drzesno
Drzesno este o arie protejată (sit de importanță comunitară — SCI) din Polonia întinsă pe o suprafață de 126,6 ha, integral pe uscat.

## Localizare
Centrul sitului Drzesno este situat la coordonatele 52°29′06″N 19°33′34″E / 52.4851°N 19.5594°E.

## Înființare
Situl Drzesno a fost declarat sit de importanță comunitară în ianuarie 2021 pentru a proteja 2 specii de plante și 1 specie de animale.

## Biodiversitate
Situată în ecoregiunea continentală, aria protejată conține 4 habitate naturale: Lacuri eutrofice naturale cu vegetație de tip Magnopotamion sau Hydrocharition, Mlaștini alcaline, Mlaștini împădurite, Păduri aluvionare cu Alnus glutinosa și Fraxinus excelsior (Alno-Padion, Alnion incanae, Salicion albae).
La baza desemnării sitului se află mai multe specii protejate:
- plante (2): Hamatocaulis vernicosus, moșișoare (Liparis loeselii)
- mamifere (1): castor (Castor fiber)